# Groupe GT3
Le Groupe GT3, connu techniquement sous le nom de Cup Grand Touring Cars et communément appelé simplement GT3, est une catégorie de voitures de compétition de type grand tourisme.

## Histoire
Le Groupe GT3 est un ensemble de réglementations maintenues par la Fédération Internationale de l'Automobile (FIA) pour les voitures de course de grand tourisme conçues pour être utilisées dans diverses courses automobiles séries à travers le monde. La catégorie GT3 a été initialement créée en 2005 par SRO Motorsports Group en tant que troisième échelon dans l'échelle du sport automobile de grand tourisme, en dessous des catégories Groupe GT1 (en) et Groupe GT2 qui étaient utilisées dans le championnat FIA GT du SRO, et a lancé sa propre série en 2006 appelée le Championnat d'Europe FIA GT3. Depuis lors, le Groupe GT3 s'est élargi pour devenir la catégorie de facto de nombreuses séries nationales et internationales de grand tourisme, bien que certaines séries modifient les règles par rapport à la norme FIA. En 2013, près de 20 constructeurs automobiles avaient construit ou étaient représentés avec des machines GT3.
Le groupe GT3 permet l'homologation d'une grande variété de types de voitures avec presque aucune limite sur les tailles et configurations de moteur ou sur la construction ou la disposition du châssis. Les voitures GT3 doivent être basées sur des modèles de voitures de route de production en série qui sont construits et vendus au moment de l'homologation. Les performances de toutes les voitures du Groupe GT3 sont réglementées, soit par le Bureau GT de la FIA, soit par l'organisme dirigeant spécifique d'une série, via des formules d'équilibre des performances qui ajustent les limites de puissance, de poids, de gestion du moteur et d'aérodynamisme pour empêcher un seul constructeur. de devenir dominant dans la classe. Les voitures du GT3 sont conçues pour avoir un poids compris entre 1 200 kg et 1 300 kg (2 645 lb et 2 866 lb) avec une puissance comprise entre 500 ch et 600 ch. Toutes les voitures ont un rapport puissance/poids très similaire, mais obtenu soit par une puissance élevée et un poids élevé comme la Mercedes-Benz SLS AMG GT3, soit par une puissance et un poids faibles comme la Porsche 911 GT3 R (997). Les voitures GT3 disposent également d'un contrôle de traction, d'un ABS et de vérins pneumatiques intégrés pour des arrêts aux stands rapides.

## Voitures homologuées
| Homologation | Contracteur  | Modèle                           | Développeur               | Photo | Notes                                                        |
| ------------ | ------------ | -------------------------------- | ------------------------- | ----- | ------------------------------------------------------------ |
| GT3-001      | Maserati     | Coupe GranSport Light            | Italtecnica               |       |                                                              |
| GT3-002      | Dodge        | Viper Competition Coupe          | Oreca                     |       |                                                              |
| GT3-003      | Aston Martin | DBRS9                            | Prodrive                  |       |                                                              |
| GT3-004      | Lamborghini  | Gallardo LP520 GT3               | Reiter Engineering        |       |                                                              |
| GT3-005      | Corvette     | Z06.R GT3                        | Callaway Cars             |       |                                                              |
| GT3-006      | Ascari       | KZ1-R GT3                        | Ascari                    |       |                                                              |
| GT3-007      | Porsche      | 911 GT3 Cup                      | Porsche Motorsport        |       | 911 GT3 type 997, modèle 2006 seulement                      |
| GT3-008      | Venturi      | GT3 Heritage                     | Venturi                   |       |                                                              |
| GT3-009      | Ferrari      | F430 GT3                         | Kessel Racing             |       |                                                              |
| GT3-010      | Ford Racing  | Mustang FR500C GT                | Multimatic Motorsports    |       |                                                              |
| GT3-011      | Ford         | GT GT3                           | Matech Concepts           |       | Homologation annulée, remplacée par GT3-016                  |
| GT3-012      | Jaguar       | XKR GT3                          | Apex Motorsport (en)      |       | L'homologation a échoué                                      |
| GT3-013      | Morgan       | Aero 8 GT3                       | AutoGT Racing             |       |                                                              |
| GT3-014      | Lotus        | Exige GT3                        | Lotus Sport               |       |                                                              |
| GT3-015      | Porsche      | 911 GT3 Cup S                    | Porsche Motorsport        |       |                                                              |
| GT3-016      | Ford         | GT GT3                           | Matech Concepts           |       | La conception du moteur a été modifiée par rapport à GT3-011 |
| GT3-017      | Audi         | R8 LMS                           | Audi Sport                |       | Comprend la R8 LMS ultra                                     |
| GT3-018      | BMW Alpina   | B6 GT3                           | Alpina                    |       |                                                              |
| GT3-019      | Ferrari      | 430 Scuderia GT3                 | Kessel Racing             |       |                                                              |
| GT3-020      | Dodge        | Viper Competition Coupe Series 2 | Oreca                     |       |                                                              |
| GT3-021      | Jaguar       | XKR-S GT3                        | Apex Motorsport (en)      |       | L'homologation a échoué                                      |
| GT3-022      | Morgan       | Aero Super Sport GT3             | AutoGT Racing             |       |                                                              |
| GT3-023      | BMW          | Z4 GT3                           | BMW Motorsport            |       |                                                              |
| GT3-024      | Lamborghini  | Gallardo LP600+ GT3              | Reiter Engineering        |       | Comprend la Gallardo FL2 GT3 et R-EX                         |
| GT3-025      | Porsche      | 911 GT3 R                        | Porsche Motorsport        |       | 911 GT3 type 997                                             |
| GT3-026      | Corvette     | Callaway Z06.R GT3               | Callaway Cars             |       |                                                              |
| GT3-027      | Ford         | Mustang VDS GT3                  | Marc VDS Racing Team      |       | L'homologation a échoué                                      |
| GT3-028      | Mercedes-AMG | SLS AMG GT3                      | Mercedes-AMG              |       |                                                              |
| GT3-029      | Ferrari      | 458 Italia GT3                   | Ferrari Competizione GT   |       |                                                              |
| GT3-030      | Nissan       | GT-R Nismo GT3                   | Nismo                     |       |                                                              |
| GT3-031      | McLaren      | MP4-12C GT3                      | McLaren GT                |       |                                                              |
| GT3-032      | Aston Martin | V12 Vantage GT3                  | Prodrive                  |       |                                                              |
| GT3-033      | Chevrolet    | Camaro GT3                       | Sareni                    |       |                                                              |
| GT3-034      | Maserati     | GranTurismo MC GT3               | Swiss Team                |       |                                                              |
| GT3-035      | Bentley      | Continental GT3                  | M-Sport                   |       |                                                              |
| GT3-036      | Dodge        | Viper GT3-R                      | Riley Technologies        |       |                                                              |
| GT3-037      | McLaren      | 650S GT3                         | McLaren GT                |       |                                                              |
| GT3-038      | Audi         | R8 LMS                           | Audi Sport                |       | Deuxième génération de la R8, inclut l'évolution R8 LMS Evo  |
| GT3-039      | Cadillac     | ATS-V.R GT3                      | Pratt & Miller            |       |                                                              |
| GT3-040      | Lamborghini  | Huracán GT3                      | Lamborghini Squadra Corse |       | Inclut l'évolution Huracán GT3 Evo                           |
| GT3-041      | Porsche      | 911 GT3 R                        | Porsche Motorsport        |       | 911 GT3 type 991                                             |
| GT3-042      | Mercedes-AMG | GT3                              | Mercedes-AMG              |       | Inclut l'évolution GT3 Evo                                   |
| GT3-043      | BMW          | M6 GT3                           | BMW Motorsport            |       |                                                              |
| GT3-044      | Ferrari      | 488 GT3                          | Ferrari Competizione GT   |       | Inclut l'évolution GT3 Evo                                   |
| GT3-045      | Corvette     | Callaway C7 GT3-R                | Callaway Cars             |       |                                                              |
| GT3-046      | Toyota       | Lexus RC F GT3                   | Toyota Gazoo Racing       |       |                                                              |
| GT3-047      | Honda/Acura  | NSX GT3(Honda)/NSX GT3(Acura)    | JAS Motorsport            |       | Inclut les évolutions NSX GT3 Evo et Evo22                   |
| GT3-048      | Nissan       | GT-R Nismo GT3                   | Nismo                     |       | Seconde génération de GT-R                                   |
| GT3-049      | Bentley      | Continental GT3                  | M-Sport                   |       | Seconde génération de Continental GT                         |
| GT3-050      | Porsche      | 911 GT3 R                        | Porsche Motorsport        |       | 911 GT3 type 991.2                                           |
| GT3-051      | Aston Martin | Vantage AMR GT3                  | Prodrive                  |       | Seconde génération de Vantage                                |
| GT3-052      | McLaren      | 720S GT3                         | McLaren Motorsport        |       | Inclut la 720S GT3 Evo                                       |
| GT3-053      | BMW          | M4 GT3                           | BMW Motorsport            |       | Inclut la M4 GT3 EVO                                         |
| GT3-054      | Lamborghini  | Huracán GT3 EVO2                 | Lamborghini Squadra Corse |       | Nouvelle évolution technique de la Huracán GT3               |
| GT3-055      | Porsche      | 911 GT3-R                        | Porsche Motorsport        |       | 911 GT3 type 992                                             |
| GT3-056      | Ferrari      | 296 GT3                          | Ferrari Competizione GT   |       |                                                              |
| GT3-057      | Corvette     | Z06 GT3.R                        | Corvette Racing           |       | Basée sur la Corvette C8                                     |
| GT3-058      | Ford         | Mustang GT3                      | Multimatic Motorsports    |       | Basée sur la septième génération de Mustang                  |
| GT3-059      | Aston Martin | Vantage AMR GT3 Evo              | Prodrive                  |       | Basée sur la troisième génération de Vantage                 |

## Règlement technique
Puissance : environ 550 ch.